# Библиотека Природно-математичког факултета Универзитета у Нишу
Библиотека Природно-математичког факултета Универзитета у Нишу основана је када и факултет, септембра 1999. године. Своје почетке има у библиотеци Више педагошке школе у Нишу и библиотеци Филозофског факултета у Нишу (од 1971. године).

## Фонд
Од почетних неколико хиљада, библиотека данас има око 21.000 монографских публикација – књига, завршних радова студената свих нивоа студија, на 15-ак језика, као и преко 30.000 свезака серијских публикација, са више стотина наслова часописа Велики дародавци ове библиотеке су проф. др Драгић Вукомановић (Канада), проф. др Стојан Богдановић (Ниш) и проф. др Радосав Димитријевић (Ниш). Публикације су из области које се студирају на факултету — математике, рачунарских наука, физике, хемије, биологије, географије и туризма. Највећи број часописа добија се из целог света разменом са часописима које издаје факултет, пре свега „Филоматом“ који има међународну репутацију.

## Библиотека данас
Библиотека има око 1.500 активних чланова — студената, наставника, сарадника и ненаставног особља. Студенти, наставно и ненаставно особље које на основу различитих програма размене долазе на Природно-математички факултет такође користе све врсте публикација. Располаже централном просторијом са делом фонда и радним простором за библиотекаре, посебном читаоницом у којој ради један библиотекар и магацинским простором. Услуге су корисницима доступне целога дана.

## Претраживање фонда
Библиотека је у систему COBISS. Електронски каталог библиотеке доступан је или преко локалне базе библиотека на сајту Природно-математичког факултета или преко централног претраживача Народне библиотеке Србије (COBIB.SR). Сви до сада одбрањени мастер радови и докторске дисертације од 2006. г. могу се у пуном тексту погледати и преко сајта факултета.